# زیردریایی یو-۶۲۴
زیردریایی یو-۶۲۴ (به انگلیسی: German submarine U-624) یک زیردریایی است که طول آن ۶۷٫۱ متر (۲۲۰ فوت ۲ اینچ) می‌باشد. این زیردریایی در سال ۱۹۴۲ ساخته شد.